# Уртакурган
Уртакурга́н (узб. Oʻrtaqoʻrgʻon/Ўртақўрғон) — посёлок городского типа в Шахрисабзском районе Кашкадарьинской области Республики Узбекистан.
Уртакурган расположен в западной части Шахрисабзского района, у границы с Яккабагским районом. Высота центра населённого пункта — 570 метров. Посёлок стоит на обоих берегах реки Танхизыдарья (основная часть — на левом, южном берегу) после её слияния с крупным притоком Кзылсу (рукав Яккабагдарьи). Протекая через Уртакурган, Танхизыдарья образует незаселённый остров. 
Население по состоянию на 1985 год — 1600 человек. Постановлением Кабинета министров Республики Узбекистан от 13 марта 2009 года Уртакургану присвоен статус посёлка городского типа.
Через посёлок проходит автомобильная дорога, связующая города Китаб и Яккабаг, а также железнодорожная линия Тошгузар—Китаб, которые ограничивают территорию Уртакургана с северо-запада. По состоянию на 1985 год непосредственно в Уртакургане располагался остановочный пункт 112 км (в настоящее время не значится в списке станций, обслуживаемых УП РЖУ «Карши»). Ближайшая железнодорожная станция — Танхоз.